# غونتر بريوس
غونتر بريوس (بالألمانية: Günter Preuß)‏ هو لاعب كرة قدم ألماني في مركز الدفاع، ولد في 10 نوفمبر 1936 في دويسبورغ في ألمانيا. شارك مع منتخب ألمانيا تحت 23 سنة لكرة القدم ‏. أما مع النوادي، فقد لعب مع نادي دويسبورغ.

## وصلات خارجية
- غونتر بريوس على موقع قاعدة بيانات كرة القدم.إي يو (الإنجليزية)
- غونتر بريوس على موقع عالم كرة القدم.نت (الإنجليزية)